# فرودگاه بین‌المللی شهید اشرفی کرمانشاه

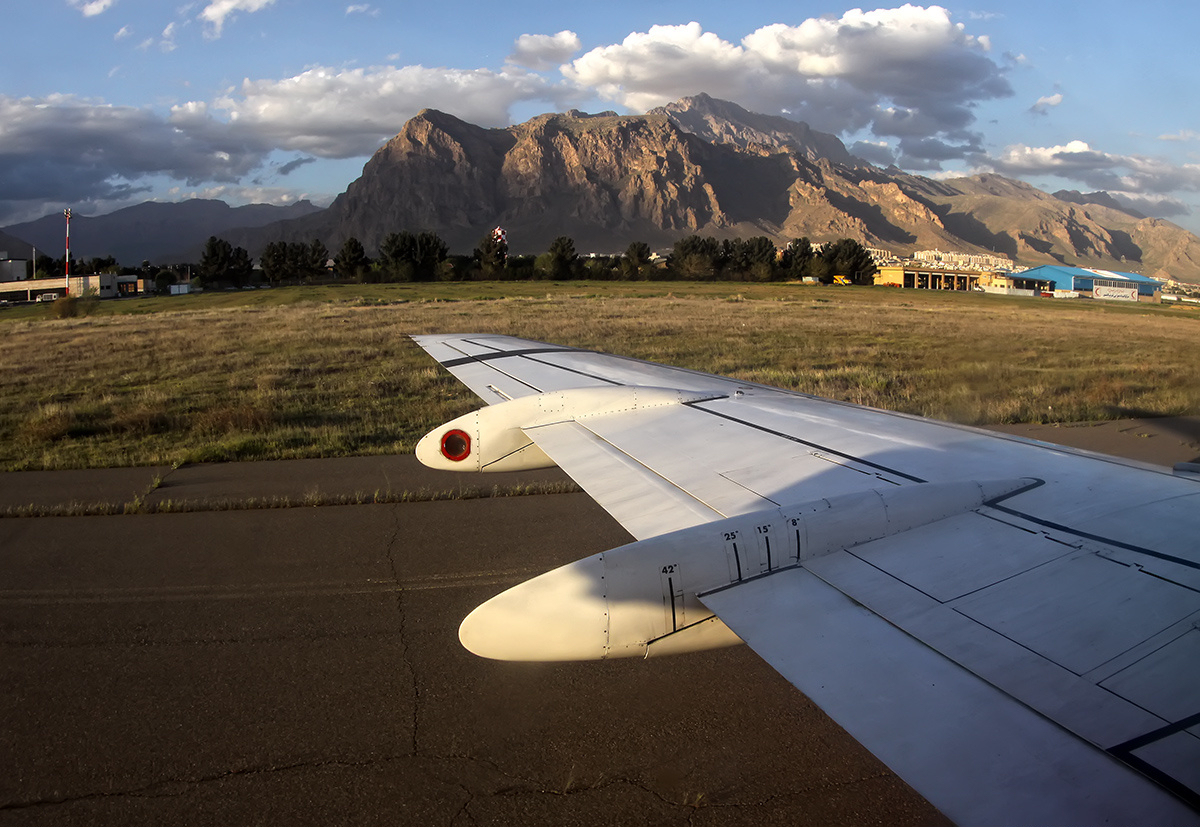
فرودگاه بین المللی شهید اشرفی اصفهانی

فرودگاه بین‌المللی کرمانشاه یا فرودگاه بین‌المللی شهید اشرفی اصفهانی (یاتا: KSH، ایکائو: OICC) مهم‌ترین و بزرگ‌ترین فرودگاه در منطقۀ غرب ایران در شهر کرمانشاه قرار دارد. این فرودگاه دارای ۲ ترمینال هوایی است که یکی ویژهٔ پروازهای خارجی و دیگری که از بافت جدیدتری برخوردار است و مخصوص پروازهای داخلی است. فرودگاه بین‌المللی کرمانشاه در کنار راه‌آهن کرمانشاه و بزرگراه کرمانشاه - تهران قرار گرفته است.این فرودگاه به دلیل هم‌مرز بودن کرمانشاه با کشور عراق، نقش مهمی در جابه‌جایی مسافران به عتبات عالیات ایفا می‌کند و به عنوان نزدیک‌ترین فرودگاه به شهرهای مرزی با عراق شناخته می‌شود.

## تاریخچه
در گذشته در محلۀ مرادآباد واقع در شرق شهر کرمانشاه فرودگاهی قدیمی قرار داشت که دارای یک باند خاکی بود. در اواخر دهۀ ۱۳۴۰ تصمیم به انتقال فرودگاه کرمانشاه به محلی دیگر گرفته‌شد و زمینی به مساحت ۲۰۰ هکتار در مکان کنونی در شرق شهر کرمانشاه به این منظور اختصاص یافت و نهایتاً در سال ۱۳۵۰ فرودگاه جدید کرمانشاه فعالیت خود را آغاز کرد.
فرودگاه کرمانشاه از زمان افتتاح تاکنون چندین بار گسترش یافته‌است. در فاز اول توسعه فرودگاه کرمانشاه در سال ۱۳۷۴ مساحت فرودگاه با خرید زمین‌های اطراف آن به ۲۲۸ هکتار افزایش یافت و ضمن ساخت تأسیسات جانبی، ساختمان آتش‌نشانی و ایمنی زمینی، مدیریت اداری، ترمینال مسافربری، پاویون، ساختمان امور فنی، مقر سپاه پاسداران انقلاب اسلامی، ایستگاه پلیس و تعدادی خانه‌های سازمانی، امکان نشست و برخاست هواپیماهای پهن‌پیکر تا ایرباس نیز در آن فراهم شد. در این مرحله از توسعه باند فرودگاه از ۲۷۰۰ متر به ۳۴۰۰ متر و پارکینگ هواپیما نیز از ۱۲۷۰۰ متر مربع به ۳۸۲۲۰ متر مربع توسعه یافت. عملیات بهسازی باند فرودگاه نیز در سال ۱۳۷۵ به اتمام رسید.
فاز دوم توسعۀ فرودگاه کرمانشاه در سال ۱۳۸۶ اتفاق افتاد که طی آن ۸ هکتار زمین در ضلع غربی فرودگاه خریداری شد و مساحت فرودگاه به ۲۳۷ هکتار افزایش یافت.
از سال ۱۳۹۶ فاز سوم و چهارم عملیات بهسازی باند فرودگاه کرمانشاه آغاز شد که در بهمن ۱۴۰۳ به اتمام رسید. طی این عملیات فرودگاه کرمانشاه ‌باند دوم  را افتتاح کرد. و باند فرودگاه برای نشست و برخاست  انواع هواپیماهای پهن‌پیکر مناسب‌سازی شد و پرواز های شبانه برقرار شد و تعداد و مسیر های پروازی افزایش یافت
.

## وضعیت کنونی فرودگاه
در سال ۲۰۱۶ میلادی ۵٬۴۰۶ نشست و برخاست هواپیما در این فرودگاه انجام شد و ۵۶۰٬۳۲۶ نفر مسافر و ۳٬۵۰۸٬۵۲۳ کیلوگرم بار از طریق آن جابجا شدند.
این فرودگاه در سال ۱۴۰۰ با بیش از ۱۲۰ پرواز در هفته هاب منطقۀ غرب ایران محسوب می‌شد. با این وجود به دلیل به درازا کشیدن پروژۀ بهسازی باند و تعلل در بهره‌برداری آن موقعیت این فرودگاه از بین رفت؛ به گونه‌ای که در زمان بهره‌برداری از آن در ۱۶ بهمن ۱۴۰۳ استاندار کرمانشاه اذعان کرد که این فرودگاه دیگر هاب منطقۀ غرب نیست و ابراز امیدواری کرد که بتواند بار دیگر این موقعیت را کسب کند.

### بازسازی باند فرودگاه
از اردیبهشت ۱۴۰۲ بازسازی باند فرودگاه کرمانشاه آغاز شد که به خاطر آن پروازهای خارجی از دستور کار این فرودگاه خارج شد و پروازهای داخلی نیز کاهش یافت و همچنین امکان نشست و برخاست هواپیماهای پهن‌پیکر و همچنین پرواز در شب نیز وجود نداشت. در فروردین ۱۴۰۴ مدیرکل فرودگاه کرمانشاه اعلام کرد که در حال حاضر حدود ۷۰ پرواز در هفته به مقاصد تهران، مشهد، کیش، عسلویه و قشم در این فرودگاه انجام می‌شود. وی همچنین وعده داد که پروازهای خارجی و برخی از مقاصد داخلی (شیراز،اصفهان، ساری، بندرعباس، تبریز، اهواز) در فرودگاه برقرار می‌شود.  در ۱۶ بهمن ۱۴۰۳ پروژۀ بازسازی باند فرودگاه کرمانشاه به بهره‌برداری رسید و فرودگاه دارای باند دوم‌ فرود شد.

## شرکت‌های هواپیمایی و مقصدهای پروازی
| شرکت‌های هواپیمایی      | مقصدهای پروازی  |
| ---------------------- | --------------- |
| هواپیمایی ایران ایر    | تهران           |
| هواپیمایی ایران ایرتور | مشهد            |
| هواپیمایی قشم ایر      | تهران، بندرعباس |
| هواپیمایی ماهان        | تهران           |
| هواپیمایی سپهران       | مشهد            |
| هواپیمایی آوا          | مشهد            |
| هواپیمایی آساجت        | تهران           |
| هواپیمایی کارون        | عسلویه          |
| هواپیمایی آتا          | مشهد            |
| هواپیمایی فلای پرشیا   | عسلویه          |
| هواپیمایی چابهار       | تهران           |
| هواپیمایی پویا         | تهران           |